# Сена Мадурейра (микрорегион)
Микрорегион Сена Мадурейра е един от микрорегионите на бразилския щат Акри, част от мезрорегион Вали ду Акри. Населението му по оценка на IBGE за 2009 е 48.029 жители. Образуван е от три общини; от тях Сена Мадурейра е най-голямата по площ.

## Общини (градове)
| Община                                                      | Площ (km²) | Население (2009) | БВП (R$ 1.000,00) за 2007 | БВП на глава (2005) |
| ----------------------------------------------------------- | ---------- | ---------------- | ------------------------- | ------------------- |
| Мануел Урбану                                               | 9.386      | 7.505            | 43.610                    | 6 101 00            |
| Санта Роза ду Пурус                                         | 5.981      | 4.358            | 39.337                    | 6.492,00            |
| Сена Мадурейра                                              | 25.278     | 36.166           | 255.653                   | 7.469,00            |
| Общини на микрорегион Сена Мадурейра, според данни на IBGE. |            |                  |                           |                     |